# Komsomolets
Komsomolets - Комсомолец (rus) és un possiólok del krai de Krasnodar, a Rússia. Es troba a les terres baixes de Kuban-Azov, a la península de Ieisk, a 14 km al sud de Ieisk i a 179 km al nord-oest de Krasnodar, la capital.
Pertanyen a aquest municipi el khútor de Novàtor i el possiólok de Simonovka.